# جاك بارنز
جاك بارنز (بالإنجليزية: Jack Barnes)‏ (28 أبريل 1908 في المملكة المتحدة - 1 أبريل 2008 في المملكة المتحدة) هو لاعب كرة قدم بريطاني (وحمل سابقاً جنسية المملكة المتحدة لبريطانيا العظمى وأيرلندا) في مركز الهجوم. لعب مع كوفنتري سيتي ونادي إكزتر سيتي ونادي واتفورد ونادي والسول ونادي يورك سيتي ونادي أثرستون تاون.